# Wotzendorf
Wotzendorf ist ein Gemeindeteil der Gemeinde Stadelhofen im Landkreis Bamberg (Oberfranken, Bayern).

## Geografie
Das im Nordosten der Heiligenstädter Flächenalb gelegene Dorf befindet sich etwa eineinhalb Kilometer südöstlich von Stadelhofen auf 457 m ü. NHN.

## Geschichte
Bis zum Beginn des 19. Jahrhunderts unterstand Wotzendorf der Landeshoheit des Hochstifts Bamberg. Die Dorf- und Gemeindeherrschaft übte dessen Amt Scheßlitz als Vogteiamt aus. Die Hochgerichtsbarkeit stand ebenfalls diesem Amt als Centamt zu. Als das Hochstift Bamberg infolge des Reichsdeputationshauptschlusses 1802/03 säkularisiert und unter Bruch der Reichsverfassung vom Kurfürstentum Pfalz-Baiern annektiert wurde, wurde Wotzendorf ein Teil der bei der „napoleonischen Flurbereinigung“ in Besitz genommenen neubayerischen Gebiete.
Durch die Verwaltungsreformen zu Beginn des 19. Jahrhunderts im Königreich Bayern wurde Wotzendorf mit dem Zweiten Gemeindeedikt 1818 ein Teil der Landgemeinde Stadelhofen.

## Verkehr
Die Staatsstraße 2191, die von Südosten von Eichenhüll kommend, nach Durchquerung des Ortes in nordwestlicher Richtung nach Stadelhofen weiterverläuft, bindet das Dorf an das öffentliche Straßennetz an.

## Baudenkmäler

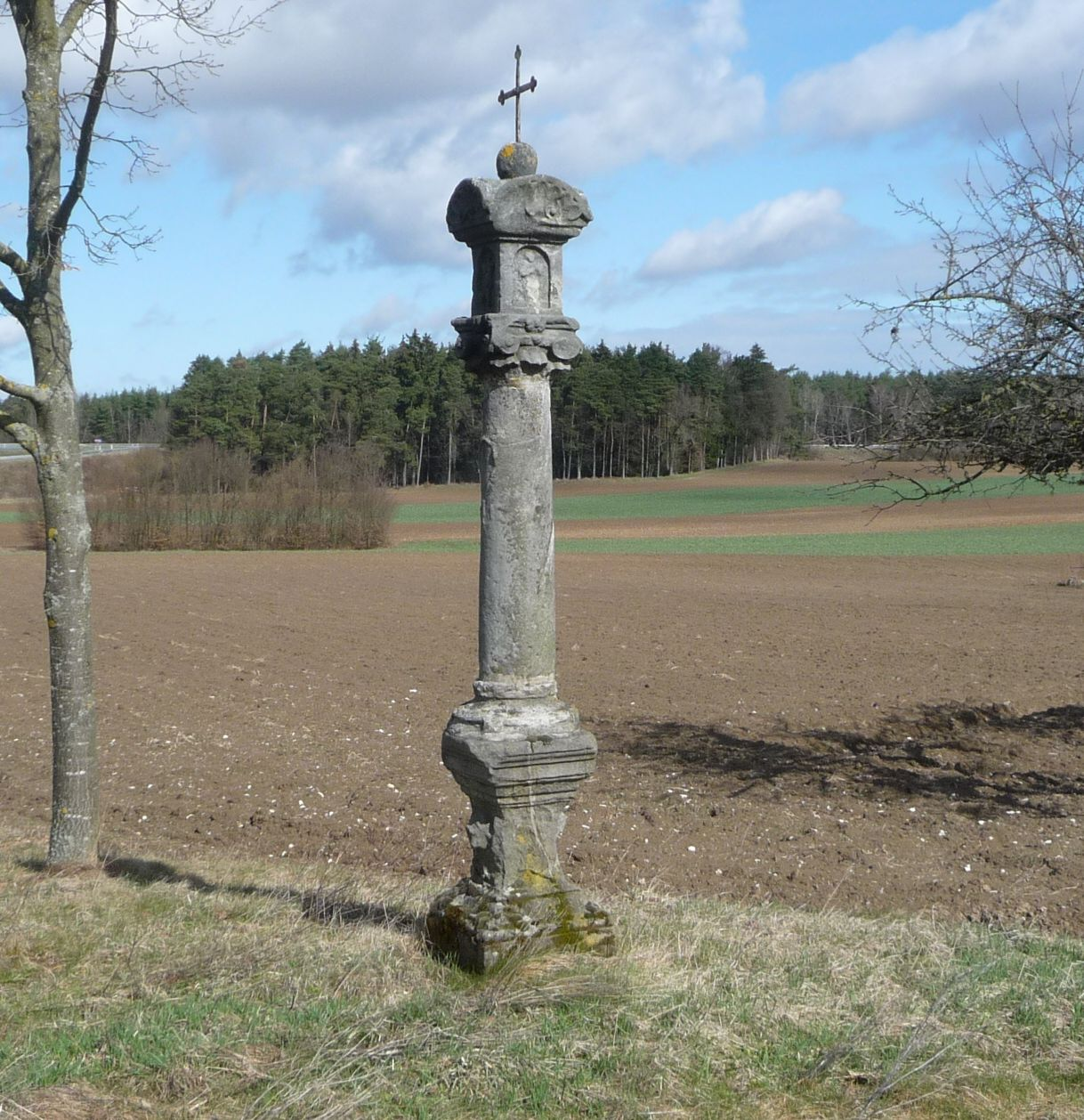
Ein Bildstock am Ortsrand von Wotzendorf

In Wotzendorf gibt es drei Bildstöcke aus Sandstein als denkmalgeschützte Objekte.